# Чакальтьянгис (муниципалитет)
Чакальтьянгис (исп. Chacaltianguis) — муниципалитет в Мексике, штат Веракрус, расположен в регионе Папалоапан. Административный центр — город Чакальтьянгис.

## Состав
В муниципалитет входят 73 населённых пункта.